# Козяк (община Карбинці)
Козяк (мак. Козјак) — село у Північній Македонії, яке входить до общини Карбинці, що в Східному регіоні країни.
Громада складається з 147 осіб (перепис 2002): за національністю — 146 македонців і 1 турок. Село розкинулося в низинній місцевості (середні висоти — 378 метрів), яку македонці називають Овче поле.